# FIDO2
FIDO2项目由FIDO联盟与万维网联盟（W3C）共同完成，目的是创造面向Web的强身份验证。FIDO2的核心由W3C Web身份验证（WebAuthn）标准和FIDO客户端到身份验证器协议第二版（CTAP2）组成。FIDO2基于先前的FIDO联盟的成果，尤其是通用第二因素（U2F）身份验证标准。
综上所述，WebAuthn和CTAP约定了一个标准身份验证协议 ，其中协议端点由用户控制的密码学身份验证器（例如智能手机或硬件安全密钥）与一个WebAuthn依赖方（也称一个FIDO2服务器）组成。Web用户代理（即网页浏览器）与WebAuthn客户端一同构成了身份验证器与和依赖方之间的中间层。单台WebAuthn客户端设备可能支撑多个WebAuthn客户端。例如，一台笔记本电脑可能支持多个客户端，其中每个对应在这台电脑上运行的每个符合标准的用户代理。符合标准的用户代理实现WebAuthn JavaScript API。
顾名思义，客户端到身份验证器协议（CTAP）使符合要求的密码学身份验证器能够与WebAuthn客户端进行互操作。CTAP规范涉及两个协议版本，称为CTAP1/U2F和CTAP2。实现这些协议的身份验证器通常分别称为U2F身份验证器与FIDO2身份验证器。FIDO2身份验证器也会实现CTAP1/U2F协议，因此向后兼容U2F。